# Heterotrigona
Heterotrigona é um gênero de abelha sem ferrão de origem do sudeste asiático e da Oceania. Existem por volta de 500 espécies de abelhas sem ferrão no mundo catalogadas em diversos gêneros diferentes. Muitas espécies ainda não foram descobertas e outras estão passando por revisões para reenquadrá-las como novas espécies ou pertencentes a outros gêneros.
Existem até o momento 12 espécies de Heterotrigona catalogadas, são elas:
| Gênero        | Espécie                     | Nome popular (se tiver)     |
| Heterotrigona | Heterotrigona itama         | Heterotrigona itama         |
| Heterotrigona | Heterotrigona erythrogastra | Heterotrigona erythrogastra |
| Heterotrigona | Heterotrigona flaviventris  | Heterotrigona flaviventris  |
| Heterotrigona | Heterotrigona hobbyi        | Heterotrigona hobbyi        |
| Heterotrigona | Heterotrigona keyensis      | Heterotrigona keyensis      |
| Heterotrigona | Heterotrigona lamingtonia   | Heterotrigona lamingtonia   |
| Heterotrigona | Heterotrigona lieftincki    | Heterotrigona lieftincki    |
| Heterotrigona | Heterotrigona moorei        | Heterotrigona moorei        |
| Heterotrigona | Heterotrigona paradisaea    | Heterotrigona paradisaea    |
| Heterotrigona | Heterotrigona planifrons    | Heterotrigona planifrons    |
| Heterotrigona | Heterotrigona taraxis       | Heterotrigona taraxis       |
| Heterotrigona | Heterotrigona tricholoma    | Heterotrigona tricholoma    |